# 宋繼登
宋继登（1579年—1642年），字道岸，號先之，一號雀岚，山东登州府莱阳县軍籍，明朝政治人物。

## 生平
万历二十八年（1600年），宋繼登中式庚子科山东乡试舉人，萬曆三十二年（1604年）登甲辰科进士，工部觀政，初授定兴县知县，四十年補順天府武学教授，四十一年升助教，歴升户部主事、员外、郎中，督永平粮储道。泰昌元年（1650年）升山西右参议兼佥事海运兵备，驻淮安，料理淮粮事。四年改陕西参议，榆林道兵备。五年考察。後任南京鴻臚寺卿。崇祯十年（1637）致仕回乡。崇祯十五年（1642），宋继登因病去世，终年64岁，其子宋玫为其请恤，获赠为资政大夫，葬于莱城西北柏林庄东北山宋氏祖坟。著有《松荫堂诗集》。

## 家族
曾祖宋時儒，教谕。祖父宋肖，通判。父宋兆祥，萬曆十三年舉人，官知州。母王氏。重庆下。弟宋繼榮、宋繼勳、宋繼猷、宋繼芬。從弟宋繼澄，天啟七年舉人，宋繼發，崇禎元年進士。
娶左氏。子宋琮、宋玫都成進士。